# Vyšný Komárnik
Vyšný Komárnik (allemand : Oberkormarnik in der Krein , hongrois : Felsőkomárnok) est un village de Slovaquie situé dans la région de Prešov.

## Histoire
Première mention écrite du village en 1600.

## Démographie

### Évolution de la population
| Année:               | 1994. | 2004.   | 2014.   | 2024.   |
| -------------------- | ----- | ------- | ------- | ------- |
| Nombre de personnes: | 74    | 76      | 71      | 64      |
| Différence:          |       | +2,70 % | -6,57 % | -9,85 % |

| Année:               | 2023. | 2024.   |
| -------------------- | ----- | ------- |
| Nombre de personnes: | 68    | 64      |
| Différence:          |       | -5,88 % |